# Louis Pierre Gratiolet

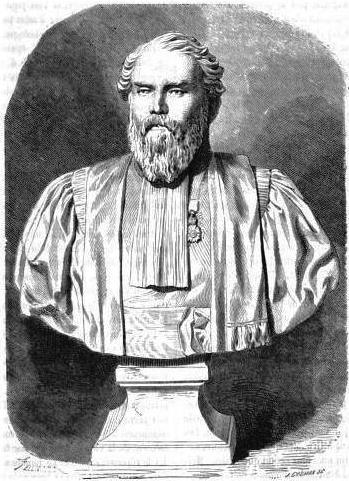
Büste von Louis Pierre Gratiolet

Louis Pierre Gratiolet (* 6. Juli 1815 in Sainte-Foy-la-Grande, Département Gironde; † 16. Februar 1865 in Paris) war ein französischer Arzt und Zoologe.
Gratiolet war ab 1863 Professor der Zoologie an der naturwissenschaftlichen Fakultät der Universität Paris. Er arbeitete auf den Gebieten der Anthropologie, der Anatomie des Gehirns und der Physiognomik. Nach ihm ist ein Teil der Sehbahn (Gratiolet-Sehstrahlung, Radiatio optica) benannt.

## Werke
- Recherches sur l'anatomie de l'hippopotame. Publiées par les soins du docteur Edmond Alix. Masson, Paris 1867.